# Kleinröda
Kleinröda ist ein Ortsteil der Gemeinde Starkenberg im Landkreis Altenburger Land in Thüringen.

## Lage
Kleinröda liegt drei Kilometer nordwestlich von Starkenberg in direkter Nachbarschaft zu Neuposa und unweit der Landesgrenze zu Sachsen-Anhalt. Die geographische Höhe des Ortes beträgt 250 m ü. NN. Die Gegend ist durch Ackerbau- und Bergbaugebiet gekennzeichnet. Verkehrsmäßig liegt der Ort an der Landesstraße 1361.

## Geschichte
Kleinröda ist im Gegensatz zu Großröda einer der jüngsten Orte im Altenburger Land, da es erst 1703 gegründet wurde. Die Gründer des Orts waren die Besitzer des südwestlich gelegenen Ritterguts Röda. Seit der Anlage des neuen Orts unterteilte man in Groß- und Kleinröda. Das Dorf gehörte zum wettinischen Kreisamt Altenburg, welches bis 1826 unter der Hoheit des Herzogtums Sachsen-Gotha-Altenburg stand. Bei der Neuordnung der Ernestinischen Herzogtümer im Jahr 1826 kam der Ort zum Herzogtum Sachsen-Altenburg.
Nach der Verwaltungsreform im Herzogtum gehörte Kleinröda bezüglich der Verwaltung zum Ostkreis (bis 1900) bzw. zum Landratsamt Altenburg (ab 1900). Juristisch war ab 1879 das Amtsgericht Altenburg und seit 1906 das Amtsgericht Meuselwitz für den Ort zuständig. Das Dorf gehörte ab 1918 zum Freistaat Sachsen-Altenburg, der 1920 im Land Thüringen aufging. 1922 wurde Kleinröda dem Landkreis Altenburg zugeordnet.
1923 erfolgte die Eingemeindung nach Posa. Mit diesem kam der Ort im Jahr 1952 zum Kreis Altenburg im Bezirk Leipzig und am 1. Januar 1974 zur Gemeinde Starkenberg. Im Jahr 2012 lebten im Ortsteil 101 Personen.